# David Edvardsson
David Mikael Edvardsson, född 5 mars 2002, är en svensk fotbollsspelare som spelar för Tromsø IL.

## Klubblagskarriär
David Edvardsson började som femåring spela fotboll i moderklubben Grebbestads IF. Som 14-åring A-lagsdebuterade han för klubbens andralag i Division 5 Bohuslän och två år senare slog han sig in i förstalaget i Söderettan.
Sommaren 2018 gick flyttlasset till Skåne och Malmö FF. Innan dess hade Edvardsson varit en jagad spelare och han hade även erbjudanden från IFK Göteborg, IFK Norrköping, Jönköpings Södra IF och tyska Köln. Efter att ha spenderat de första månaderna i Malmö FF med att alternera mellan spel i klubbens U17-lag och med Grebbestads IF i Söderettan blev Edvardsson en permanent MFF-spelare vid årsskiftet och flyttades då också upp till klubbens U19-lag.
Två och ett halvt år efter flytten till Skåne skrev Edvardsson inför säsongen 2021 på sitt första A-lagskontrakt med Malmö FF. Efter att ha fått chansen i försäsongens träningsmatcher ådrog han sig skadeproblem och speltiden uteblev sedan i tävlingsmatcherna. I juni 2021 lånades han istället ut till danska Jammerbugt. I danska andradivisionen spelade Edvardsson omedelbart till sig en ordinarie plats och i oktober 2021 förlängde han också sitt kontrakt med Malmö FF till och med 2025.
Efter att ha återvänt till Malmö FF inför säsongen 2022 blev Edvardsson på nytt utan speltid i tävlingsmatcherna, då han tvingades till en operation efter nya skadebesvär. För att få speltid lånades han i augusti 2022 ut till allsvenska konkurrenten IFK Värnamo. Bara dagar senare debuterade Edvardsson i Allsvenskan via ett kort inhopp i 0-0-matchen mot Djurgårdens IF den 7 augusti 2022. Tiden i Småland kantades på nytt av skadebekymmer och vid säsongens slut återvände Edvardsson till Malmö FF. I december 2022 blev det klart att Edvardsson lånas ut till Landskrona BoIS i Superettan 2023.
I augusti 2024 blev Edvardsson klar för Tromsø IL.

## Landslagskarriär
David Edvardsson har representerat Sveriges U21-, U19- och U17-landslag.
Landslagsdebuten kom i P02-landslagets första landskamp, då Edvardsson startade i 3-0-segern mot Finland den 22 augusti 2017. De efterföljande åren var han med och tog kullen till U17-EM 2019, där han också tog en plats i den slutliga 20-mannatruppen. Edvardsson spelade sedan två av tre matcher när Sverige åkte ut i gruppspelet i U17-EM.
Efter att ha representerat pojk- och juniorlandslagen kallades Edvardsson i november 2021 för första gången upp i U21-landslaget, sedan Hampus Finndell lämnat återbud till EM-kvalmatchen mot Bosnien och Hercegovina och Irland. Debuten kom direkt då han gjorde ett kort inhopp i 4-0-segern mot Bosnien och Hercegovina den 12 november 2021.

## Statistik
| Klubb                 | Säsong             | Liga                | Liga    | Liga | Nationell cup | Nationell cup | Internationell cup | Internationell cup | Totalt  | Totalt |
| Klubb                 | Säsong             | Division            | Matcher | Mål  | Matcher       | Mål           | Matcher            | Mål                | Matcher | Mål    |
| --------------------- | ------------------ | ------------------- | ------- | ---- | ------------- | ------------- | ------------------ | ------------------ | ------- | ------ |
| Grebbestads IF 2      | 2016               | Division 5 Bohuslän | 1       | 1    | -             | -             | -                  | -                  | 1       | 1      |
| Grebbestads IF 2      | 2017               | Division 5 Bohuslän | 12      | 4    | -             | -             | -                  | -                  | 12      | 4      |
| Grebbestads IF 2      | 2018               | Division 5 Bohuslän | 8       | 6    | -             | -             | -                  | -                  | 8       | 6      |
| Totalt                | Totalt             | Totalt              | 21      | 11   | 0             | 0             | 0                  | 0                  | 21      | 11     |
| Grebbestads IF        | 2018               | Ettan Södra         | 10      | 0    | 0             | 0             | -                  | -                  | 10      | 0      |
| Malmö FF              | 2021               | Allsvenskan         | 0       | 0    | 0             | 0             | 0                  | 0                  | 0       | 0      |
| Malmö FF              | 2022               | Allsvenskan         | 0       | 0    | 0             | 0             | 0                  | 0                  | 0       | 0      |
| Malmö FF              | 2023               | Allsvenskan         | 0       | 0    | 0             | 0             | 0                  | 0                  | 0       | 0      |
| Jammerbugt (lån)      | 2021/2022          | 1. division         | 12      | 0    | 0             | 0             | -                  | -                  | 12      | 0      |
| IFK Värnamo (lån)     | 2022               | Allsvenskan         | 7       | 0    | 1             | 0             | -                  | -                  | 8       | 0      |
| Landskrona BoIS (lån) | 2023               | Superettan          | 26      | 2    | 4             | 1             | -                  | -                  | 30      | 3      |
| Landskrona BoIS (lån) | 2024               | Superettan          | 0       | 0    | 0             | 0             | -                  | -                  | 0       | 0      |
| Totalt i karriären    | Totalt i karriären | Totalt i karriären  | 76      | 13   | 5             | 1             | 0                  | 0                  | 81      | 14     |